# Ель-Кахон (Каліфорнія)
Ель-Кахон (англ. El Cajon) — місто (англ. city) в США, в окрузі Сан-Дієго штату Каліфорнія. Населення — 106 215 осіб (2020).

## Географія
Ель-Кахон має координати 32°48′6″ пн. ш. 116°57′38″ зх. д. / 32.80167° пн. ш. 116.96056° зх. д. (32.801659, -116.960482).  За даними Бюро перепису населення США в 2010 році площа міста дорівнює 37,38 км² сухододолу.

### Клімат
| Клімат : Ель-Кахон      | Клімат : Ель-Кахон | Клімат : Ель-Кахон | Клімат : Ель-Кахон | Клімат : Ель-Кахон | Клімат : Ель-Кахон | Клімат : Ель-Кахон | Клімат : Ель-Кахон | Клімат : Ель-Кахон | Клімат : Ель-Кахон | Клімат : Ель-Кахон | Клімат : Ель-Кахон | Клімат : Ель-Кахон | Клімат : Ель-Кахон |
| Показник                | Січ.               | Лют.               | Бер.               | Квіт.              | Трав.              | Черв.              | Лип.               | Серп.              | Вер.               | Жовт.              | Лист.              | Груд.              | Рік                |
| Абсолютний максимум, °C | 33,3               | 35,0               | 36,7               | 40,0               | 40,0               | 45,0               | 45,0               | 41,7               | 43,3               | 41,1               | 37,2               | 32,8               | 45,0               |
| Середній максимум, °C   | 17,6               | 18,3               | 19,5               | 22,2               | 23,6               | 24,9               | 28,1               | 28,9               | 29,0               | 24,8               | 20,7               | 17,2               | 22,9               |
| Середній мінімум, °C    | 8,7                | 9,7                | 10,7               | 12,9               | 15,4               | 17,7               | 20,7               | 21,6               | 19,4               | 15,9               | 11,4               | 8,4                | 14,3               |
| Абсолютний мінімум, °C  | −3,3               | −2,2               | −1,1               | 2,2                | −0,6               | 7,8                | 10,0               | 10,0               | 9,4                | 4,4                | −1,1               | −29,4              | −29,4              |
| Норма опадів, мм        | 53                 | 61                 | 54                 | 30                 | 20                 | 12                 | 18                 | 9                  | 19                 | 48                 | 61                 | 97                 | 482                |
| ----------------------- | ------------------ | ------------------ | ------------------ | ------------------ | ------------------ | ------------------ | ------------------ | ------------------ | ------------------ | ------------------ | ------------------ | ------------------ | ------------------ |
| Джерело: NOAA           |                    |                    |                    |                    |                    |                    |                    |                    |                    |                    |                    |                    |                    |

## Демографія
Згідно з переписом 2010 року, у місті мешкало 99 478 осіб у 34 134 домогосподарствах у складі 23 624 родин. Густота населення становила 2661 особа/км².  Було 35850 помешкань (959/км²).
Расовий склад населення:
| - 69,3 % — білих - 6,3 % — чорних або афроамериканців - 3,6 % — азіатів - 0,8 % — корінних американців - 0,5 % — вихідців з тихоокеанських островів - 12,6 % — осіб інших рас |

До двох чи більше рас належало 6,9 %. Частка іспаномовних становила 28,2 % від усіх жителів.
За віковим діапазоном населення розподілялося таким чином: 25,7 % — особи молодші 18 років, 63,3 % — особи у віці 18—64 років, 11,0 % — особи у віці 65 років та старші. Медіана віку мешканця становила 33,7 року. На 100 осіб жіночої статі у місті припадало 95,6 чоловіків;  на 100 жінок у віці від 18 років та старших — 93,3 чоловіків також старших 18 років.
Середній дохід на одне домашнє господарство  становив 60 774 долари США (медіана — 45 925), а середній дохід на одну сім'ю — 66 019 доларів (медіана — 51 036). Медіана доходів становила 40 558 доларів для чоловіків та 35 976 доларів для жінок. За межею бідності перебувало 24,2 % осіб, у тому числі 33,8 % дітей у віці до 18 років та 12,8 % осіб у віці 65 років та старших.
Цивільне працевлаштоване населення становило 42 755 осіб. Основні галузі зайнятості: освіта, охорона здоров'я та соціальна допомога — 18,9 %, мистецтво, розваги та відпочинок — 16,1 %, роздрібна торгівля — 15,3 %.